# فرناندو ولاسکو (بازیکن فوتبال)
فرناندو ولاسکو (انگلیسی: Fernando Velasco؛ زادهٔ ۸ ژانویهٔ ۱۹۸۵) بازیکن فوتبال اهل اسپانیا است.
از باشگاه‌هایی که در آن بازی کرده‌است می‌توان به باشگاه فوتبال کادیس، باشگاه فوتبال لگانس، و باشگاه فوتبال پترولول پلویشت اشاره کرد.